# Toloxis imponderosa
Toloxis imponderosa är en bladmossart som beskrevs av William Russell Buck 1994. Toloxis imponderosa ingår i släktet Toloxis och familjen Meteoriaceae. Inga underarter finns listade i Catalogue of Life.